# Joe Maphis
Joe Maphis o Otis W. Maphis (1921-1986). Se casó en el año 1948 con Rose Lee Maphis.

## Carrera
Fue un guitarrista bombazo en los Estados Unidos durante las décadas de los 50s y los 60s. Joe Maphis era llamado "El Rey de las Cuerdas" o en inglés "The King of the Strings" debido a la facilidad que tocaba los cordófonos. Pero sin embargo él se especializó en tocar la guitarra de una manera virtuosa. Empezó trabajando en un grupo de música muy ruidoso denominado "Dim Lights, Thick Smoke" en la ciudad de Bakersfield en el estado americano de California y tocando para celebridades como Johnny Burnette, The Collins Kids, Wanda Jackson, Rose Maddox o Ricky Nelson. Influyó en otros guitarristas y músicos como Merle Travis, Jimmy Bryant o Chet Atkins. Lo conocían especialmente por su arte tocando la guitarra de dos cuellos Moserite, que fabricada especialmente para él por Semie Moseley, que era un regalo por la nueva carrera de constructor de guitarras de Moseley. Joe se convirtió en un invitado habitual en el show televisivo Ranch Party presentado por Jimmy Dean en los 60s.
La heroína de Joe Maphis tocando la guitarra era Mother Maybelle Carter, la matrona del grupo musical "The Carter Family". Su hija June Carter y su marido Johnny Cash les gustaba tanto como tocaba Joe que permitieron que le enterraran en el cementerio de Hendersonville, Tennessee justo al lado de los Carter.

## La Guitarra Mosrite
En la actualidad las guitarras Mosrite son fabricadas en las fábricas de TNM Guitars y tienen un diseño remasterizado, recreado por el guitarrista Terry N. McArthur.
El guitarrista y cantautor Marshall Crenshaw dijo que si alguna vez compraba una guitarra compraría una de estas.
- Datos: Q1691521
- Multimedia: Joe Maphis / Q1691521